# Auburn (Virgínia de l'Oest)
Auburn és una població dels Estats Units a l'estat de Virgínia de l'Oest. Segons el cens del 2000 tenia 103 habitants.

## Demografia
Segons el cens del 2000, Auburn tenia 103 habitants, 41 habitatges, i 31 famílies. La densitat de població era de 119,2 habitants per km².
Dels 41 habitatges en un 40% hi vivien nens de menys de 18 anys, en un 47,5% hi vivien parelles casades, en un 17,5% dones solteres, i en un 20% no eren unitats familiars. En el 17,5% dels habitatges hi vivien persones soles el 7,5% de les quals corresponia a persones de 65 anys o més que vivien soles. El nombre mitjà de persones vivint en cada habitatge era de 2,58 i el nombre mitjà de persones que vivien en cada família era de 2,88.
Per edats la població es repartia de la següent manera: un 24,3% tenia menys de 18 anys, un 9,7% entre 18 i 24, un 28,2% entre 25 i 44, un 26,2% de 45 a 60 i un 11,7% 65 anys o més.
L'edat mediana era de 37 anys. Per cada 100 dones de 18 o més anys hi havia 95 homes.
La renda mediana per habitatge era de 19.063 $ i la renda mediana per família de 19.375 $. Els homes tenien una renda mediana de 21.250 $ mentre que les dones 13.750 $. La renda per capita de la població era de 8.548 $. Entorn del 32,4% de les famílies i el 34,3% de la població estaven per davall del llindar de pobresa.

## Poblacions més properes
El següent diagrama mostra les poblacions més properes.